# Color Out of Space
Color Out of Space är en amerikansk sciencefiction skräckfilm från 2019 regisserad av Richard Stanley, baserad på novellen Färg bortom tid och rum av H.P. Lovecraft från 1927. I rollerna syns Nicolas Cage, Joely Richardson, Elliot Knight, Madeleine Arthur och Brendan Meyer. Det är Stanleys första regijobb sedan han fick sparken från den problematiska inspelningen av The Island of Dr. Moreau (1996).

## Handling
Familjen Gardner bor på en gård utanför den fiktiva staden Arkham där plötsligt en natt en strålande färgglad meteor slår ned. Hydrologen Ward Phillips (Knight), som besöker området för att göra mätningar inför ett dammprojekt upptäcker att grundvattnet är smittat och råder familjen att inte dricka det. Vad ingen vet är att det är meteoriten som påverkad vattnet. Det ska visa sig att meteoriten påverkar mycket mer än så och märkliga saker börjar hända både på gården och inom familjen.

## Rollista
- Nicolas Cage – Nathan Gardner
- Joely Richardson – Theresa Gardner
- Madeleine Arthur – Lavinia Gardner
- Brendan Meyer – Benny Gardner
- Julian Hilliard – Jack Gardner
- Elliot Knight – Ward Phillips
- Tommy Chong – Ezra
- Josh C. Waller – Sheriff Pierce
- Q'orianka Kilcher – Borgmästaren Tooma

## Produktion
Regissören Richard Stanleys mor, Penny Miller var ett stort fan av författaren H.P. Lovecraft och läste ofta hans böcker för Stanley när han var ung. När Stanley var tonåring läste han novellen Färg bortom tid och rum som sedan dess varit en stor del av hans "psykologiska smink". När hans mor senare låg på dödsbädden läste han H.P. Lovecraft för sin mor.
Stanley hade inte arbetat som regissör sedan han fick sparken från den problematiska inspelningen med The Island of Dr. Moreau (1996). År 2013 presenterade Stanley ett koncepttest för filmatiseringen av novellen på internet. 2015 blev filmen upplockad av produktionsbolaget Spectrevision med produktionsstart 2016. Efter många förseningar blev det i december 2018 klart att Nicolas Cage hade skrivit under för att spela huvudrollen och att inspelningen skulle påbörjas tidigt 2019. I januari 2019 annonserades det att även Joely Richardson, Tommy Chong, Elliot Knight, Julian Hilliard och Q'orianka Kilcher skulle medverka i filmen. Inspelningen skedde i nationalparken Parque Natural de Sintra-Cascais i Portugal under februari 2019.
Color Out of Space fick premiär på Torontos film festival den 7 september 2019. Filmen fick sedan en begränsad biovisning från den 24 januari 2020. Filmen spelade in 1 miljon dollar.

## Mottagande
Filmen fick ett generellt bra mottagande från kritiker och på sidan Rotten Tomatoes innehar den 86% positiva recensioner.